# Pilkington
A Pilkington Group Limited egy angliai, St Helens-i székhelyű nemzetközi üveggyártó cég. 2006 óta a japán tulajdonban lévő NSG Group leányvállalata. Az egyesülés előtt a TOP 100 független vállalat között szerepelt a Londoni Értéktőzsdén.

## Története
A céget 1826-ban közösen alapította a Pilkington és a Greenall család az angliai St Helensben. A vállalkozás St Helens Crown Glass Company néven indult. 1845-ben az utolsó Greenall kiválásával megalakult a Pilkington Brothers, 1894 júliusában pedig már Pilkington Brothers Limited-ként jegyezték be a céget.
1954–1957 között találta fel Alastair Pilkington a forradalminak számító „úsztatottüveg-eljárást”: a módszer lényege, hogy olvasztott üveg „lebegett” az olvadt ónfürdőben, ezzel pedig könnyen manipulálható volt a termék vastagsága. Alastair munkatársával, Kenneth Bickerstaff-fel hét évet dolgozott a módszer tökéletesítésén és a sikeres kereskedelmi szabadalmaztatáson.
Amerikai feltalálók régóta dolgoztak már azon, hogy találjanak egy költséghatékony megoldást, de nem jártak sikerrel. Ez az áttörés jelentette a Pilkington számára, hogy uralja a kiváló minőségű síküveg világpiacát. Ma a világ összes autóüvegét az Alastair Pilkington által feltalált és szabadalmazott eljárással készítik.
A vállalat 1970-ben nyilvános részvénytársaságként szerepelt a Londoni Értéktőzsdén, és sok évig a legtöbb munkavállalót foglalkoztató cég volt Anglia északnyugati ipari partján. Az egyedülálló kéküveges központjuk 1964 óta uralja St Helens Alexandra üzleti parkjának látványát.
A vállalat megvásárlására 2005 végén érkezett egy vételi ajánlat a japán NSG Grouptól. Az első ajánlatot azonban a cég visszautasította, így 2006-ban az NSG 80%-kal emelte az eredeti ajánlatot, amit a cég fő részvényesei el is fogadtak. Továbbá lehetővé tették az NSG számára, hogy megvásárolja a többi részvényes kisebb tulajdonrészeit, akik közül sokan aktív vagy már nyugdíjas munkavállalók voltak, és nem támogatták az átvételt. A teljes egyesülés 2006 júniusában fejeződött be, miután az Európai Bizottság kijelentette, hogy nem ellenzi.
Az egyesített, üveggyártással, szélvédő- és autóüveg-javítással foglalkozó Pilkington és NSG Group így már felvehette a versenyt a nemzetközi piac egyik vezető szereplőjével, a japán üvegkészítő Asahi Glass-szal.
Az NSG szerte a világon jelenlévő szervizei főleg szélvédő- és autóüveg-javítással foglalkoznak, gyárai pedig olyan autógyártóknak szállítanak, mint az Opel, a Ford, a Volvo, a Jaguar vagy a Rolls Royce. 2017-ben 51 gyárában közel 30 000 alkalmazott dolgozik.

## Magyarországon
A Pilkington 2008 óta rendelkezik budapesti központtal, és mára a magyarországi autóüveg-nagykereskedelem, beszerelési és javítási terület nagy részét lefedik.
Magyarországon 7 saját és 31 franchise partnerrel vannak jelen, viszonteladóik száma pedig eléri az 1700-at. Magyarország összes biztosítójától megkapták a jogot, hogy önállóan intézhessék a kárfelvételeket: hálózatuk így a biztosítótársaságok legnagyobb autóüveg-ipari partnere, ami évente több, mint 24 ezer kárfelvétellel egybekötött szélvédő- és autóüveg-javítást végez.
A cég fő szolgáltatásai a szélvédők és autóüvegek kőfelverődés által keletkezett sérüléseinek javítása.